# Nystadsregionen
Nystadsregionen (finska: Vakka-Suomi) är en av ekonomiska regionerna i landskapet Egentliga Finland i Finland. Regionen är belägen på finländska västkusten. Folkmängden i ekonomiska regionen uppgick den 1 januari 2013 till 31 053 invånare, regionens totala areal utgjordes av 3 960 kvadratkilometer och därav utgjordes landytan av 1 672  kvadratkilometer.  I Finlands NUTS-indelning representerar regionen nivån LAU 1 (f.d. NUTS 4), och dess nationella kod är 024.

## Förteckning över kommuner i ekonomiska regionen
Nystadsregionen omfattar följande sex kommuner: 
- Gustavs  kommun
- Letala stad
- Nystad stad
- Pyhäranta kommun
- Tövsala kommun
- Vemo  kommun

Samtliga kommuners språkliga status är enspråkigt finska.